# Karl Hegglin
Karl Hegglin (* 20. September 1909; † 17. März 2002 in Zug) war ein Schweizer Ringer und Schwinger. Er wurde 1935 Europameister im Freistilringen im Schwergewicht.

## Werdegang
Karl Hegglin gehörte dem Schwingklub Oberwil-Zug an. Er betätigte sich mit einigen Erfolgen von 1932 bis 1945 in der Schweizer Nationalsportart Schwingen. Den Titel eines Schwingerkönigs bei einem Eidgenössischen Schwing- und Älplerfest konnte er aber nie erringen. Gleichzeitig war er auch als Freistilringer aktiv. Den grössten Erfolg in seiner Sportlerlaufbahn erzielte er 1935, als er in Brüssel Europameister im Freistilringen im Schwergewicht wurde. Dieser Erfolg kam freilich etwas kurios zustande. In der ersten Runde hatte Karl Hegglin Freilos, in der zweiten Runde verlor er gegen den Schweden Nils Åkerlindh, und in der dritten Runde wurde er Schultersieger über den hohen Favoriten Kurt Hornfischer aus Deutschland. Hornfischer besiegte wiederum Åkerlindh, was Karl Hegglin den Europameistertitel einbrachte, weil er in der Endabrechnung einen Fehlpunkt weniger hatte als Hornfischer und Åkerlindh.
Für die Teilnahme an den Olympischen Spielen 1936 in Berlin konnte sich Karl Hegglin nicht qualifizieren. Er war aber bei der Europameisterschaft im Freistilringen 1937 in München wieder dabei. Er startete dort im Halbschwergewicht. Er verlor in seinem ersten Kampf gegen József Palotás aus Ungarn, besiegte dann Henri Vermeersch aus Frankreich und schied nach einer Niederlage gegen Paul Böhmer aus Deutschland nach der dritten Runde aus. In der Endabrechnung kam er auf den 4. Platz.

## Internationale Erfolge als Ringer
| Jahr | Platz | Wettbewerb    | Gewichtsklasse | Ergebnisse |
| 1935 | 1.    | EM in Brüssel | Schwer         | nach einer Niederlage gegen Nils Åkerlindh, Schweden, und einem Sieg über Kurt Hornfischer, Deutschland                                               |
| 1937 | 4.    | EM in München | Halbschwer     | nach einer Niederlage gegen József Palotás, Ungarn, einem Sieg über Henri Vermeersch, Frankreich, und einer Niederlage gegen Paul Böhmer, Deutschland |

Erläuterungen
- alle Ringerwettkämpfe im freien Stil
- Halbschwergewicht, Gewichtsklasse damals bis 87 kg, Schwergewicht über 87 kg Körpergewicht
- EM = Europameisterschaft
- beim Schwingen gibt es keine Gewichtsklasseneinteilung